# 友谊县
友谊县是黑龙江省双鸭山市下辖的一个县。得名于苏联政府援建的国营友谊农场。县政府驻挹娄大街99号。

## 历史
1946年前，为富锦县辖区。至1950年代初，为集贤县地。1954年，中国政府在此建设、苏联援建的大型谷物农场。1958年，国营友谊农场与集贤县四个建制乡合并，建立县级人民公社。1960年，设立友谊县。1963年，改为友谊特区，属合江地区。1964年，恢复友谊县。1969年，废除友谊县，友谊农场改为黑龙江生产建设兵团三师十八团。1984年，恢复友谊县，属合江地区，后归佳木斯市。1988年，归属双鸭山市。

## 行政区划
友谊县下辖4个镇、6个乡、1个民族乡，另有两个类似乡级单位：友谊镇、兴隆镇、龙山镇、凤岗镇、兴盛乡、东建乡、庆丰乡、建设乡、友邻乡、新镇乡、成富朝鲜族满族乡、红兴隆分局局直和友谊农场。除友谊镇为友谊县人民政府驻地外，其余乡镇，是农垦友谊农场各分场所在。

## 教育
高职（专科）院校（全国共1105所）：
黑龙江农垦农业职业技术学院